# Hugo Moulinier
Pour les articles homonymes, voir Moulinier.
Hugo Moulinier est un joueur français de volley-ball né le 17 novembre 1985 à Pessac (Gironde). Il mesure 1,90 m et joue réceptionneur-attaquant.

## Biographie
Il est titulaire d'une Licence en Management du sport obtenue à l'Université de Poitiers. Il est également titulaire du Brevet d'État 1er degré (BE1) en volley-ball.

### Reconversion
En septembre 2021, il intègre la 12ème promotion 2021-2023 du DU Manager Général du CDES de Limoges.

## Clubs
| Club                  | De        | À            |
| --------------------- | --------- | ------------ |
| Stade poitevin        | 2005-2006 | 2007-2008    |
| Saint-Nazaire VBA     | 2008-2009 | 2009-2010    |
| Cambrai Volley-Ball   | 2010-2011 | 2010-2011    |
| Saint-Nazaire VBA     | 2011-2012 | 2013-2014    |
| SA Mérignac           | 2014      | Janvier 2015 |
| AS Saint-Jean-d'Illac | 2015-2016 | 2020-2021    |

- Championnat de France
  - Pro A : Finaliste : 2007, 2008
  - Ligue B : Champion de France : 2013 (capitaine)